# Henri Leconte
Henri Leconte nacido el 4 de julio de 1963 en Lillers (Pas-de-Calais) es un extenista francés  profesional entre los años 1980 y 1996.
Alcanzó sus mayores logros al jugar la final del Torneo de Roland Garros en 1988, ganando el torneo de dobles en 1984 junto a Yannick Noah. Participó en la victoria de Francia en la Copa Davis de 1991. Ganador de nueve torneos ATP en individuales y diez en dobles llegó a alcanzar el 5º lugar en el ranking de la ATP.

## Palmarés

### Títulos individuales (9)
| N.º | Fecha      | Nombre y lugar del torneo      | Superficie    | Finalista       | Resultado          |
| 1   | 01/11/1982 | Torneo de Estocolmo, Estocolmo | Indoor        | Mats Wilander   | 7-6, 6-3           |
| 2   | 16/07/1984 | Torneo de Stuttgart, Stuttgart | Tierra batida | Gene Mayer      | 7-6, 6-0, 1-6, 6-1 |
| 3   | 08/04/1985 | Torneo de Niza, Niza           | Tierra batida | Víctor Pecci    | 6-4, 6-4           |
| 4   | 09/12/1985 | Torneo de Sídney, Sídney       | Hierba        | Kelly Evernden  | 6-7, 6-2, 6-3      |
| 5   | 08/09/1986 | Torneo de Ginebra, Ginebra     | Tierra batida | Thierry Tulasne | 7-5, 6-3           |
| 6   | 15/09/1986 | Torneo de Hamburgo, Hamburgo   | Tierra batida | Miloslav Mecir  | 6-2, 5-7, 6-4, 6-2 |
| 7   | 11/04/1988 | Torneo de Niza, Niza           | Tierra batida | Jérôme Potier   | 6-2, 6-2           |
| 8   | 21/11/1988 | Torneo de Bruselas, Bruselas   | Indoor        | Jakob Hlasek    | 7-6, 7-6, 6-4      |
| 9   | 14/06/1993 | Torneo de Halle, Halle         | Hierba        | Andrei Medvedev | 6-2, 6-3           |